# Корнійчук Олександр Вікторович
Олександр Вікторович Корнійчук — український військовий льотчик, майор 7 БрТА Збройних сил України, учасник російсько-української війни. Герой України (2023).

## Життєпис
На службі в 7-й бригаді тактичної авіації.
Учасник АТО/ООС.
Під час повномасштабного російського вторгнення штурман-оператор Олександр Корнійчук спільно з пілотом В'ячеславом Ходаківським на літаку Су-24М здійснювали бойові вильоти з метою знищення особового складу й техніки окупантів. 21 березня біля межі між Покровським районом Дніпропетровщини і Запорізьким районом Запоріжжя. Унаслідок ворожого обстрілу із ЗРК та ПЗРК їхній літак зазнав критичних пошкоджень. Екіпаж відвів борт від населеного пункту, після чого Олександру Корнійчуку вдалося катапультуватися й вижити.

## Нагороди
- звання Герой України з врученням ордена «Золота Зірка» (20 березня 2023) — за особисту мужність і героїзм, виявлені у захисті державного суверенітету та територіальної цілісності України, самовіддане служіння Українському народу[1];
- орден «За мужність» III ступеня (25 березня 2022) — за особисту мужність і самовіддані дії, виявлені у захисті державного суверенітету та територіальної цілісності України, вірність військовій присязі[2].